# Епидемије грознице Западног Нила у Србији
Епидемије грознице Западног Нила у Србији је енциклопедијски и епидемиолошки приказ кретања епидемија ове болести од њеног првог епидемијског јављања у Србији 2012. године. Грозница Западног Нила је сезонско обољење, највише заступљено у периоду највеће активности вектора - комараца. Имајући у виду искуства из околних земаља и Србије, први оболели у Србији се региструју углавном у другој половини јула месеца, а највећи број оболелих особа током августа и септембра месеца.
Према извештају Института за јавно здравље Србије грознице Западног Нила, први пут је откривена у Србији, у лето 2012, тачније 13. августа 2012, након изолације ВЗН код прве жртве (жене старе 60 година из Панчева), која је тога дана преминула на Клиници за инфективне и тропске болести Клиничког центра Србије и код још седам особа. Ветеринари Ветеринарског института из Краљева након анализе прикупљениог материјала са обала Саве и Дунава у околини Београда у 150 збирних узорака установили су присуство вируса Западног Нила код десет кућних комараца, чиме је званично доказано да су кућни комараци (Culex pipiens), основни преносници вируса Западног Нила на простору Србије.

## Клиничке карактеристике болести у Србији
Грозница Западног Нила је вирусно обољење које се преноси убодом комараца. Главни вектор, односно преносилац у Србији, је домаћи комарац (Culex pipiens), врста комарца који се одомаћио и на простору Србије.
Главни резервоар заразе у Србији (види слику десно) су различите врсте птица и друге домаће и дивље животиња, у којима се вирус одржава. Човек је случајни, односно тзв. „слепи домаћин“, јер се инфекција вирусом Западног Нила са њега даље не преноси.
Највећи број пацијената у Србији (80-90%) инфицираних вирусом Западног Нила нема/није имало никакве симптоме и знаке болести.
Код малог процента (10-20%), заражених особа симптоми подсећају на обољење слично грипу, са наглом појавом повишене телесне температуре, главобољом, умором, болом у грлу, леђима, мишићима, зглобовима, благим пролазним осипом и лимфаденопатијом.
Код 0,2% оболелих пацијената млађих од 65 година, и код 2% пацијената преко 65 година живота, дошло је до настанка асептичног менингитиса или енцефалитиса, односно неуроинвазивног облика болести, који је захтевао болничко лечење. Симптоми неуроинвазивног облика болести су главобоља, укочен врат, ступор (тупост), дезоријентисаност, кома, треме, конвулзије, слабост мишића и парализа.
Након прележане инфекције код одређеног броја пацијената дошло је до развоја дуготрајних секвеле, као што су: умор, губитак памћења, тешкоће приликом ходања, мишићна слабост и депресија.
Леталитет међу оболелима у Србији је већи код старијих особа, нарочито код особа изнад 75 година живота и у просеку се кретао се од 10,78% до 13,4%, или у уобичајеном распону од 4-14% за ову врсту болести.
| 26. јул | 9. август | 20. август | 30. август. | 6. септембар | 9. септембар | 13. септембар | 17. септембар | 24. септембар |
| ------- | --------- | ---------- | ----------- | ------------ | ------------ | ------------- | ------------- | ------------- |
| 7       | 32        | 71         | 120         | 148          | 177          | 201           | 210           | 238           |

## Ток и карактеристике епидемије у 2012.
- На могућу инфекцију ВЗН у Србији лекари су посумњали јула месеца 2012.[3]
- Почетком септембра 2012 болест је званично регистрована и пријављена Институту за јавно здравље Србије „Др Милан Јовановић Батут”,[1] код 35 особа, са три смртна случаја.[а]
- До септембра 2012. са клиничком сликом, суспектном на заразу овом болешћу у Институт за инфективне и тропске болести Клиничког центра Србије примљено је на лечење 36 пацијената, а инфекција ВЗН је до тога дана доказана код седам болесника.[4]
- Овим вирусом у Србији су најчешће заражене особе старије од 50 година и хронични болесници, који спадају у категорију са повећаним ризиком од тежег облика болести. Оболеле особе су узраста од 17 до 81 годину,[3] а умрле особе имале су хронично срчано обољење.[1]
- Нико од оболелих није боравио у земљама где је болест већ забележена, већ се према подацима српских епидемиолога болест примарно развила у Србији.[5]
- До септембра 2012. од грознице Западног Нила у Србији је умрло шест особа, а болест је доказана код 44 болесника. Периодом инкубације код ових болесника кретао се од 3 до 14 дана. Умрле особе су имале неко од хроничних обољења и биле су старе између 68 и 81 годину.
- Оболеле и умрле особе су са подручја Сремског, Севернобанатског, Јужнобанатског, Подунавског округа и града Београда. Двоје умрлих је са територије Јужнобанатског округа, а четворо са територије Града Београда.[3]
- У другој половини септембра уочена је појава смањења активности комараца, а како се с јесени очекује захлађење, када се активности комараца смањује, треба очекивати у четвртом тромесечју 2012. смањење разбољевања изазваног овим вирусом у Србији.[1]
- Како је целог лета 2012. повећан број оболелих пацијента са сликом енцефалитиса, могуће је да је број заражених од ове грознице већи, али се оболели са лакшом клиничком сликом нису јавили лекару.[1]

## Ток и карактеристике епидемије у 2013.
Од почетка до августа месеца 2013. године, у ширем окружењу 14 градова у Србији (Београд, Пожаревац, Суботица, Сланкамен, Смедерево, Рума, Шабац, Ваљево, Темерин, Панчево, Доњи Милановац, Ниш, Зрењанин и Бечеј) утврђено је присуство комараца који преносе грозницу западног Нила.
Током 6 месеци интензивног истраживања на терену стручнеих екипа Завода за биоциде и медицинску екологију, анализом узорака и детерминацијом родова утврдиле су највеће присуство комараца из рода Culex, и мања заступљеност осталих родова Aedes и Anopheles. Како у узорцима није откривен ниједан тиграсти комарац, епидемиолози су закључили да су и у 2013. години у Србији обични кућни комараци (Culex pipiens) преносиоци вируса, изазивача грознице Западног Нила.

### Стање на дан 30. август 2013
Према подацима Института за јавно здравље Србије „Др Милан Јовановић Батут“ до 30. августа 2013, званично је потврђено, да се у Србији 120 особа, могу довести у везу са инфекцијом вирусом грознице Западног Нила.
 „Од укупног броја оболелих, 88 је имало упалу мозга и мождане опне, док је од 116 хоспитализованих само 59 отпуштено из болнице.“
 До овог датума регистровано је 14 смртних исхода који се могу довести у везу са инфекцијом вирусом грознице Западног Нила. Умрли су: из Града Београда, по две умрле особе на територији СО Рума и по једна умрла особа на територији СО Темерин, СО Вршац, СО Власотинце, СО Панчево и СО Смедерево.
 „Умрле особе биле су старије од 50 година и биле су хронични болесници, односно, припадале су категорији становништва са повећаним ризиком од тежег облика болести.

### Стање на дан 9. септембра 2013
На основу анализе података достављених Институту за јавно здравље Србије „Др Милан Јовановић, Батут“ и лабораторијских критеријума (према препорукама Европског центра за контролу болести), до 9. септембра 2013, званично је у Србији пријављено 177 случајева разбољевања од грознице Западног Нила.
Највећи број оболелих особа (114) је са територије Града Београда — СО Стари Град (2), СО Младеновац (9), СО Палилула (12), СО Земун (14), СО Барајево (4), СО Нови Београд (7), СО Чукарица (15), СО Обреновац (8), СО Вождовац (12), СО Звездара (13), СО Савски венац (2), СО Раковица (3), СО Гроцка (7), СО Сопот (2), СО Врачар (1) и СО Сурчин (2) и СО Лазаревац (1).
Преостале 63 оболеле особе су са територије:
- Јужнобанатског округа (22) - СО Панчево (14), СО Ковин (3), СО Вршац (2),
СО Алибунар (1), СО Ковачица (1) и СО Опово (1),
- Подунавског округа (12) - СО Смедерево (8), СО Велика Плана (2) и СО Смедеревска Паланка (2),
- Сремског округа (6) - СО Рума (3), СО Сремска Митровица (2) и СО Стара Пазова (1),
- Колубарског округа (10) - СО Ваљево (8), СО Мионица (1) и СО Уб (1),
- Средњобанатског округа (4) – СО Зрењанин (4),
- Јужнобачког округа (1) — СО Темерин (1),
- Мачванског округа (1) — СО Богатић (1),
- Браничевског округа (1) — СО Пожаревац (1) и СО Петровац на Млави (1),
- Јабланичког округа (1) — СО Власотинце (1).
- Моравичког округа (1) - СО Чачак (1),
- Севернобачког округа (2) - СО Суботица (2)

Од укупног броја оболелих особа, 136 има или је имало клиничку слику менингитиса, енцефалитиса или менингоенцефалитиса.
Од 171 болнички лечене особе 84 је отпуштено из болнице. Од 177 оболелих особа, 148 је у узрасту преко 50 година. Од 177 болнички лечених особа 115 болује од неког хроничног обољења.
До овог датума регистровано је 20 смртних исхода која се могу довести у везу са инфекцијом вирусом грознице Западног Нила; 11 из Града Београда, две умрле особе на територији СО Рума и по једна умрла особа на територији СО Темерин, СО Вршац, СО Власотинце, СО Панчево, СО Смедерево, СО Велика Плана и СО Зрењанин. Умрле особе биле су старије од 50 година и хронични су болесници, односно, припадале су категорији становништва са повећаним ризиком од тежег облика болести.
До 9. септембра 2013. леталитет од грознице Западног Нила у Србији, износио је 10,73%, што је у оквиру уобичајеног распона 4-14% код оболелих од неуроинвазивног облика грознице Западног Нила.“."

### Стање на дан 17. септембар 2013
На основу анализе података достављених Институту за јавно здравље Србије „Др Милан Јовановић, Батут“ и лабораторијских критеријума (према препорукама Европског центра за контролу болести) до 17. септембра 2013, званично је у Србији пријављено 210 случај разбољевања од грознице Западног Нила.
Највећи бој оболелих је са територије Града Београда (124) - СО Стари Град (2), СО Младеновац (10), СО Палилула (13), СО Земун (15), СО Барајево (6), СО Нови Београд (7), СО Чукарица (16), СО Обреновац (8), СО Вождовац (12), СО Звездара (13), СО Савски венац (2), СО Раковица (5), СО Гроцка (8), СО Сопот (3), СО Врачар (1), СО Сурчин (2) и СО Лазаревац (1).
Преосталих 86 оболелих је са територије:
- Јужнобанатског округа (36) - СО Панчево (20), СО Ковин (5), СО Вршац (3), СО Алибунар (3), СО Ковачица (2), СО Опово (2) и СО Старчево (1),
- Подунавског округа (12) - СО Смедерево (8), СО Велика Плана (2) и СО Смедеревска Паланка (2),
- Сремског округа (8) - СО Рума (3), СО Сремска Митровица (4) и СО Стара Пазова (1),
- Колубарског округа (10) - СО Ваљево (8), СО Мионица (1) и СО Уб (1),
- Средњобанатског округа (4) - СО Зрењанин (4),
- Јужнобачког округа (1) - СО Темерин (1), СО Бачка Паланка (1), СО Петроварадин (1) и СО Жабаљ (1);
- Мачванског округа (3) - СО Богатић (1), СО Владимирци (1) и СО Љубовија (1),
- Браничевског округа (2) - СО Пожаревац (1) и СО Петровац на Млави (1),
- Јабланичког округа (1) - СО Власотинце (1),
- Севернобанатског округа (1) - СО Кикинда (1),
- Моравичког округа (2) - СО Чачак (2),
- Севернобачког округа (2) - СО Суботица (2).
- Западнобачк округ (1) – СО Кула (1).

Од укупно 210 оболелих од грознице Западног Нила, 177 је у узрасту преко 50 година и међу њима 132 оболела има/имало је неко хронично обољење.
До овог датума регистровано је 25 смртних исхода која се могу довести у везу са инфекцијом вирусом грознице Западног Нила, 12 из Града Београда, поа две са територији СО Рума и СО Сремска Митровица и по једна умрла особа са територије СО Темерин, СО Вршац, СО Власотинце, СО Панчево, СО Смедерево, СО Велика Плана, СО Зрењанин, СО Алибунар и СО Ковин. Умрле особе биле су старије од 50 година и биле су хронични болесници, односно, припадале су категорији становништва са повећаним ризиком од тежег облика болести.
Леталитет износи 11,9%, што је у оквиру уобичајеног распона 4-14% код оболелих од неуроинвазивног облика грознице Западног Нила.

### Стање на дан 24. септембар 2013
На основу анализе података достављених Институту за јавно здравље Србије „Др Милан Јовановић, Батут“ и лабораторијских критеријума (према препорукама Европског центра за контролу болести) до 24. септембра 2013, званично је у Србији пријављено 238 случајева обољевања од грознице Западног Нила.
Највећи бој оболелих је са територије Града Београда (144 ) — СО Стари Град (2), СО Младеновац (12), СО Палилула (15), СО Земун (17), СО Барајево (6), СО Нови Београд (8), СО Чукарица (20), СО Обреновац (8), СО Вождовац (16), СО Звездара (14), СО Савски венац (2), СО Раковица (5), СО Гроцка (9), СО Сопот (4), СО Врачар (2), СО Сурчин (2) и СО Лазаревац (1). Једна оболела особа је бескућник и без адресе је пребивалишта.
Преосталих 94 болесника је са територије: :
- Јужнобанатског округа (40) - СО Панчево (23), СО Ковин (6), СО Вршац (3), СО Алибунар (3), СО Ковачица (2), СО Опово (2) и СО Старчево (1),
- Подунавског округа (13) - СО Смедерево (8), СО Велика Плана (2) и СО Смедеревска Паланка (3),
- Сремског округа (9) - СО Рума (3), СО Сремска Митровица (4) и СО Стара Пазова (2),
- Колубарског округа (10) - СО Ваљево (8), СО Мионица (1) и СО Уб (1),
- Средњобанатског округа (4) - СО Зрењанин (4),
- Јужнобачког округа (4) - СО Темерин (1), СО Бачка Паланка (1), СО Петроварадин (1) и СО Жабаљ (1),
- Мачванског округа (3) - СО Богатић (1), СО Владимирци (1) и СО Љубовија (1),
- Браничевског округа (2) - СО Пожаревац (1) и СО Петровац на Млави (1),
- Јабланичког округа (1) - СО Власотинце (1),
- Севернобанатског округа (1) - СО Кикинда (1)
- Моравичког округа (2) - СО Чачак (2),
- Севернобачког округа (3) - СО Суботица (3)
- Западнобачког округа (1) - СО Кула (1)
- Златиборски округ (1) - СО Бајина Башта (1) .

Од укупног броја оболелих особа, 197 има или је имало клиничку слику енцефалитиса, менингитиса или менингоенцефалитиса. Од 232 болнички лечене оболеле особе 118 је до овог датума отпуштено из болнице.
Од укупно 238 болесника, 202 је у узрасту преко 50 година. Међу њима 151 оболела особа има неко хронично обољење.
Међу 238 оболелих, регистрована су 32 смртна исхода која се директно могу довести у везу са инфекцијом вирусом грознице Западног Нила, 15 је из Града Београда, по две умрле особе су са територије СО Рума, СО Сремска Митровица и СО Смедерево и по једна умрла особа на територији СО Темерин, СО Вршац , СО Власотинце, СО Панчево, СО Смедеревска Паланка, СО Велика Плана, СО Зрењанин, СО Алибунар, СО Ковин, СО Стара Пазова и СО Чачак. Умрле особе биле су старије од 50 година и хронични су болесници, са повећаним ризиком од тежег облика болести.
Леталитет износи 13,4%, што је у оквиру уобичајеног распона 4-14% за оболеле од неуроинвазивног облика грознице Западног Нила.

### Стање на дан 8. октобар 2013
На основу редовног недељног извештаја за јавност Института за јавно здравље Србије „Др Милан Јовановић, Батут“ број оболелих се и даље повећава и до 8. октобар 2013, званично је у Србији пријављено 260 случајева обољевања од грознице Западног Нила.
Највећи бој оболелих је са територије Града Београда (155 ) — СО Стари Град (3), СО Младеновац (12), СО Палилула (16), СО Земун (17), СО Барајево (7), СО Нови Београд (8), СО Чукарица (22), СО Обреновац (8), СО Вождовац (18), СО Звездара (14), СО Савски венац (2), СО Раковица (6), СО Гроцка (10), СО Сопот (4), СО Врачар (3), СО Сурчин (2) и СО Лазаревац (2). Једна оболела особа је бескућник и без адресе је пребивалишта.
Преосталих 105 болесника је са територије: :
- Јужнобанатског округа (45) - СО Панчево (28), СО Ковин (6), СО Вршац (3), СО Алибунар (3), СО Ковачица (3), СО Опово (2) и СО Старчево (1),
- Подунавског округа (14) - СО Смедерево (8), СО Велика Плана (2) и СО Смедеревска Паланка (3) и СО Петровац (1),
- Сремског округа (10) - СО Рума (4), СО Сремска Митровица (4) и СО Стара Пазова (2),
- Колубарског округа (10) - СО Ваљево (8), СО Мионица (1) и СО Уб (1),
- Средњобанатског округа (4) - СО Зрењанин (4),
- Јужнобачког округа (8) - СО Темерин (1), СО Бачка Паланка (1), СО Петроварадин (1), СО Нови Сад (2) и СО Жабаљ (1), СО Тител (1) и СО Србобран (1),
- Мачванског округа (3) - СО Богатић (1), СО Владимирци (1) и СО Љубовија (1),
- Браничевског округа (2) - СО Пожаревац (1) и СО Петровац на Млави (1),
- Јабланичког округа (1) - СО Власотинце (1),
- Севернобанатског округа (1) - СО Кикинда (1)
- Моравичког округа (2) - СО Чачак (2),
- Севернобачког округа (3) - СО Суботица (3)
- Западнобачког округа (1) - СО Кула (1)
- Златиборски округ (1) - СО Бајина Башта (1) .

Од укупног броја оболелих особа, 215 има или је имало клиничку слику енцефалитиса, менингитиса или менингоенцефалитиса. Од 245 болнички лечених болесника 128 је до овог датума отпуштено из болнице.
Од укупно 260 болесника, 222 је у узрасту преко 50 година. Међу њима 162 оболела има неко хронично обољење.
Међу 260 оболелих, регистрованао је 33 смртна исхода која се директно могу довести у везу са инфекцијом вирусом грознице Западног Нила, 15 је из Града Београда, по две умрле особе су са територије СО Рума, СО Сремска Митровица и СО Смедерево, СО Панчево, и по једна умрла особа са територије СО Темерин, СО Вршац , СО Власотинце, СО Смедеревска Паланка, СО Велика Плана, СО Зрењанин, СО Алибунар, СО Ковин, СО Стара Пазова и СО Чачак. Умрле особе биле су старије од 50 година и биле су хронични болесници, са повећаним ризиком од тежег облика болести.
Леталитет од почетка епидемије до 8. октобра 2013 износи 12,69%, што је у оквиру уобичајеног распона 4-14% за оболеле од неуроинвазивног облика грознице Западног Нила.

### Стање на дан 23. октобар 2013
На основу редовног недељног извештаја за јавност Института за јавно здравље Србије „Др Милан Јовановић, Батут“ број оболелих се и даље повећава и до 23. октобар 2013, званично је у Србији пријављено 302 случајева обољевања од грознице Западног Нила.
Највећи бој оболелих је са територије Града Београда (171 ) — СО Стари Град (3), СО Младеновац (13), СО Палилула (18), СО Земун (18), СО Барајево (7), СО Нови Београд (8), СО Чукарица (22), СО Обреновац (8), СО Вождовац (20), СО Звездара (16), СО Савски венац (2), СО Раковица (9), СО Гроцка (11), СО Сопот (7), СО Врачар (3), СО Сурчин (2) и СО Лазаревац (3). Једна оболела особа је бескућник и без адресе је пребивалишта.
Преосталих 131 болесника је са територије: :
- Јужнобанатског округа (48) - СО Панчево (20), СО Ковин (7), СО Вршац (3), СО Алибунар (3), СО Ковачица (2), СО Опово (2) и СО Старчево (1),
- Подунавског округа (15) - СО Смедерево (10), СО Велика Плана (2) и СО Смедеревска Паланка (3),
- Сремског округа (11) - СО Рума (4), СО Сремска Митровица (5) и СО Стара Пазова (2),
- Колубарског округа (10) - СО Ваљево (8), СО Мионица (1) и СО Уб (1),
- Средњобанатског округа (5) - СО Зрењанин (4), СО Житиште (1),
- Јужнобачког округа (20) - СО Темерин (3), СО Бачка Паланка (1), СО Петроварадин (1), СО Нови Сад (11) и СО Жабаљ (1), СО Тител (2) и СО Србобран (1),
- Мачванског округа (6) - СО Богатић (3), СО Владимирци (1) и СО Љубовија (1), СО Шабац (1),
- Браничевског округа (3) - СО Пожаревац (1) и СО Петровац на Млави (2),
- Јабланичког округа (1) - СО Власотинце (1),
- Севернобанатског округа (1) - СО Кикинда (1)
- Моравичког округа (2) - СО Чачак (2),
- Севернобачког округа (3) - СО Суботица (3),
- Западнобачког округа (1) - СО Кула (1),
- Златиборски округ (1) - СО Бајина Башта (1),
- Расински округ (1) – СО Крушевац (1),
- Поморавски округ (1) – СО Јагодина (1),
- Шумадијски округ (1) – СО Топола (1).

Од укупног броја оболелих особа, 243 има или је имало клиничку слику енцефалитиса, менингитиса или менингоенцефалитиса. Од 245 болнички лечених болесника 128 је до овог датума отпуштено из болнице.
Од укупно 302 болесника, 253 је у узрасту преко 50 година. Међу њима 183 оболела има неко хронично обољење.
Међу 302 оболела, регистрованао је 35 смртних исхода која се директно могу довести у везу са инфекцијом вирусом грознице Западног Нила, 16 је из Града Београда, по две умрле особе су са територије СО Рума, СО Сремска Митровица и СО Смедерево, СО Панчево, СО Смедеревска Паланка, а поједна умрла особа са територије СО Темерин, СО Вршац , СО Власотинце, СО Велика Плана, СО Зрењанин, СО Алибунар, СО Ковин, СО Стара Пазова и СО Чачак. Умрле особе биле су старије од 50 година и биле су хронични болесници, са повећаним ризиком од тежег облика болести.
Леталитет од почетка епидемије до 23. октобра 2013 износи 11,68%, што је у оквиру уобичајеног распона 4-14% за оболеле од неуроинвазивног облика грознице Западног Нила.

## Ток и карактеристике разбољевања у 2014

### Стање на дан 8. јули 2014.
Према извештају Завода за биоциде и медицинску екологију Србије и Института за јавно здравље Србије, до овог датума у Србији је забележено 10 вероватних случајева оболелих од вируса Западног Нила (ВЗН). Како ниједан случај није лабораторијски потврђен, то значи да међу 10 оболелих највероватније нису сви заражени вирусом Западног Нила.
Према подацима Института „Торлак“ такође до наведеног датума, лабораторијски није потврђено присуство вируса Западног Нила код оболелих пацијената, док у Клиници за инфективне и тропске болести наводе да су до сада имали неколико пацијената са лакшом клиничком сликом болести за које се претпоставља да су заражени ВЗН. Тешких форми болести - енцефалитис и менингитис - које су регистроване прошле године, за сада нема међу оболелима. Док се неколико лакших појединачних форми мнифествовало као грипозна стања.
Ситуација је ове године повољнија него прошле, када је с почетка јула било тешких форми обољевања.

### Стање на дан 16. јули 2014
Институт за јавно здравље Србије „др Милан Јовановић Батут“, је према дефиницији случаја разбољевљња, усаглашеној са Светском здравственом организацијом и Европским центром за превенцију и контролу болести, „којом се појава вируса Западног Нила у хуманој популацији дефинише и пријављивљује тек онда када су код пацијента, поред клиничке слике која указује на инфекцију вирусом Западног Нила, изолована антитела у серуму и ликвору“, званично објавио појаву првог случаја разбољевања од ВЗН У Србији у 2014, код једног пацијента из Бечеја.

### Стање на дан 25. јули 2014.
На основу анализе података Институт за јавно здравље Србије „Др Милан Јовановић Батут“ (у складу са Препорукама за надзор над грозницом Западног Нила у хуманој популацији у сезони 2014. године) званично је потврдио два (2) лабораторијски потврђена случаја, и три вероватна случаја инфекције вирусом Западног Нила. Случајеви код којих је постављена сумња на инфекцију вирусом Западног Нила, а који нису имали испољену клиничку слику неуроинвазивног облика болести и код којих није потврђено присуство вируса у ликвору нису класификовани као вероватни случајеви обољевања.
Два потврђена случаја, регистрована су на територији:
- Јужнобачки округ (1), СО Бечеј (1),
- Град Београд (1), СО Чукарица (1)

Три вероватна случаја инфекције вирусом Западног Нила је са територије: 
- Јужнобачки округ (1), СО Тител (1),
- Нишавски округ (1), СО Ниш (1)
- Град Београд (1), СО Младеновац (1)

Међу потврђеним и вероватним случајевима једна особа је боравила у Грчкој у време могуће експозиције, док остале особе нису путовале ван места боравка. Међу оболелим особама четворо је у узрасту преко 50 година, а међу њима две оболеле особе имају хроничне болести.
 

### Стање на дан 15. август 2014.
На основу извештаја Институту за јавно здравље Србије „Др Милан Јовановић Батут“ на дан 15. август 2014. званично је пријављено шест лабораторијски потврђених случајева, и четири вероватна случаја инфекције вирусом Западног Нила. Случајеви код којих је постављена сумња на инфекцију вирусом Западног Нила, а који нису имали испољену клиничку слику неуроинвазивног облика болести и код којих није потврђено присуство вируса у ликвору нису класификовани као вероватни случајеви обољевања.
Шест потврђених случајева су са територије 
- Јужнобачки округ (1), СО Бечеј (1),
- Сремски округ (2), СО Стара Пазова (1) и СО Инђија (1)
- Град Београд (3), СО Чукарица (1) и СО Сурчин (1). [б]

Вероватни случајеви инфекције вирусом Западног Нила су са територије
- Јужнобачки округ (1), СО Тител (1),
- Нишавски округ (1), СО Ниш (1)
- Град Београд (2), СО Младеновац (1) и СО Гроцка (1).

Међу потврђеним и вероватним случајевима једна особа је боравила у Грчкој у време могуће експозиције, док остале особе нису путовале ван места боравка. Међу оболелим особама осморо је у узрасту преко 50 година и међу њима 7 оболелих особа има или је имало хроничне болести.
Регистрована су два (2) смртна исхода који се могу довести у везу са инфекцијом вирусом грознице Западног Нила, једно са територије СО Бечеј и један са територије Града Београда, СО Чукарица. Умрле особе биле су старије од 70 година и хронични болесници, односно, припадале су категорији становништва са повећаним ризиком од тежег облика болести.

### Стање на дан 22. август 2014.
На основу извештаја Институту за јавно здравље Србије „Др Милан Јовановић Батут“ на дан 22. августа 2014. године званично је пријављено 7 лабораторијски потврђених случајева, и 7 вероватна случаја инфекције вирусом Западног Нила. Случајеви код којих је постављена сумња на инфекцију вирусом Западног Нила, а који нису имали испољену клиничку слику неуроинвазивног облика болести и код којих није потврђено присуство вируса у ликвору нису класификовани као вероватни случајеви обољевања.
Шест потврђених случајева су са територије 
- Јужнобачки округ (1), СО Бечеј (1),
- Сремски округ (2), СО Стара Пазова (1) и СО Инђија (1)
- Град Београд (4), СО Чукарица (1) и СО Сурчин (2). [в]

Вероватни случајеви инфекције вирусом Западног Нила су са територије
- Јужнобачки округ (1), СО Тител (1),
- Нишавски округ (1), СО Ниш (1)
- Колубарски округ (1), СО Уб (1)
- Град Београд (4), СО Младеновац (1) и СО Гроцка (1), СО Звездара (1), СО Вождовац (1)

Међу потврђеним и вероватним случајевима једна особа је боравила у Грчкој у време могуће експозиције, док остале особе нису путовале ван места боравка. Међу оболелим особама 11 је у узрасту преко 50 година и међу њима 7 оболелих особа има или је имало хроничне болести.
Регистрована су два (2) смртна исхода који се могу довести у везу са инфекцијом вирусом грознице Западног Нила, једно са територије СО Бечеј и један са територије Града Београда, СО Чукарица. Умрле особе биле су старије од 70 година и хронични болесници, односно, припадале су категорији становништва са повећаним ризиком од тежег облика болести.

### Стање на дан 15. септембар 2014.
На основу извештаја Института за јавно здравље Србије „Др Милан Јовановић Батут” од 15. септембра 2014. године у Србији је до овог дату званично пријављено 35 лабораторијски потврђених случајева, и 16 вероватних случајева инфекције вирусом Западног Нила. Случајеви код којих је постављена сумња на инфекцију вирусом Западног Нила, а који нису имали испољену клиничку слику неуроинвазивног облика болести и код којих није потврђено присуство вируса у ликвору нису класификовани као вероватни случајеви обољевања.
Тридесетпет лабораторијски потврђених случајева је са територије:
- Града Београда (16) – СО Чукарица (5), СО Сурчин (1), СО Земун (3), Звездара (1), Нови Београд (3), Вождовац (1) и Обреновац (1) (једна особа због измењеног менталног статуса није била у стању да комуницира);
- Сремског округа (5) – СО Стара Пазова (2), СО Инђија (2) и СО Пећинци (1);
- Јужнобачког округа (1) – СО Бечеј (1);
- Јужнобанатског округа (8) – СО Вршац (1), СО Панчево (5) , СО Ковачица (1) и СО Ковин (1);
- Подунавског округа (2) – СО Смедерево (2);• Колубарског округа (3) – СО Мионица (1), СО Ваљево (1) и СО Лајковац (1).

Вероватни случајеви инфекције вирусом Западног Нила (16) су са територије:
- Града Београда (7) – СО Младеновац (1), СО Гроцка (1), СО Вождовац (1), СО Звездара (2) и СО Чукарица (2);
- Сремског округа (1) – СО (Инђија (1);
- Јужнобачког округа (2) – СО Тител (1) и СО Жабаљ (1);
- Јужнобанатског округа (2) – СО Панчево (2);
- Нишавског округа (1) – СО Ниш (1);
- Колубарског округа (1) – СО Уб (1);
- Рашког округа (1) – СО Рашка (1);
- Подунавског округа (1) – СО Смедерево (1).

Регистровано је 5 смртних исхода који се могу довести у везу са инфекцијом вирусом грознице Западног Нила, један са територије СО Бечеј, један са територије СО Стара Пазова и три са територије Града Београда, СО Чукарица (2) и СО Земун (1) Умрле особе биле су старије од 70 година и хронични болесници, односно, припадале су категорији становништва са повећаним ризиком од тежег облика болести.